# Epirixanthes elongata
Epirixanthes elongata là một loài thực vật có hoa trong họ Polygalaceae. Loài này được Blume mô tả khoa học đầu tiên năm 1823.